# Hersbrucker Zeitung
Die Hersbrucker Zeitung (HZ) ist die lokale Tageszeitung der Hersbrucker Schweiz (nordöstlicher Teil der Fränkischen Alb). Herausgeber ist das in Hersbruck ansässige Medienhaus Pfeiffer Verlag und Medienservice, das unter anderem auch das Monatsmagazin Hersbrucker Schweiz Mit. mit einer Auflage von 16.000 Stück herausgibt. Ihren überregionalen Mantel bezieht die Hersbrucker Zeitung von den Nürnberger Nachrichten. Im Jahre 1998 schloss sich die Hersbrucker Zeitung mit den beiden anderen Lokalzeitungen (Der Bote (Altdorf bei Nürnberg) und Pegnitz-Zeitung (Lauf an der Pegnitz)) des Landkreises Nürnberger Land zum Medienverbund Nürnberger Land (N-Land) zusammen. Die verkaufte Auflage liegt einschließlich einer Teilauflage der Nordbayerischen Zeitung bei 5413 Exemplaren, was ein Minus von 38,3 Prozent seit 1998 bedeutet.

## Geschichte
1848 eröffnete Lehrerssohn Konrad Bartholomäus Pfeiffer eine kleine Druckerei in Hersbruck und gab ab dem 28. Oktober das wöchentlich erscheinende Amts- und Anzeigenblatt unter dem Namen Wochenblatt der Stadt Hersbruck und Umgebung heraus. 1859 ging er zum wöchentlich zweimaligen Erscheinen über. Ab 1863 erweiterte er es im vergrößerten Format zum Hersbruck-Laufer Wochenblatt, welches dann neben Amtlichen Bekanntmachungen auch Nachrichten beinhaltete.

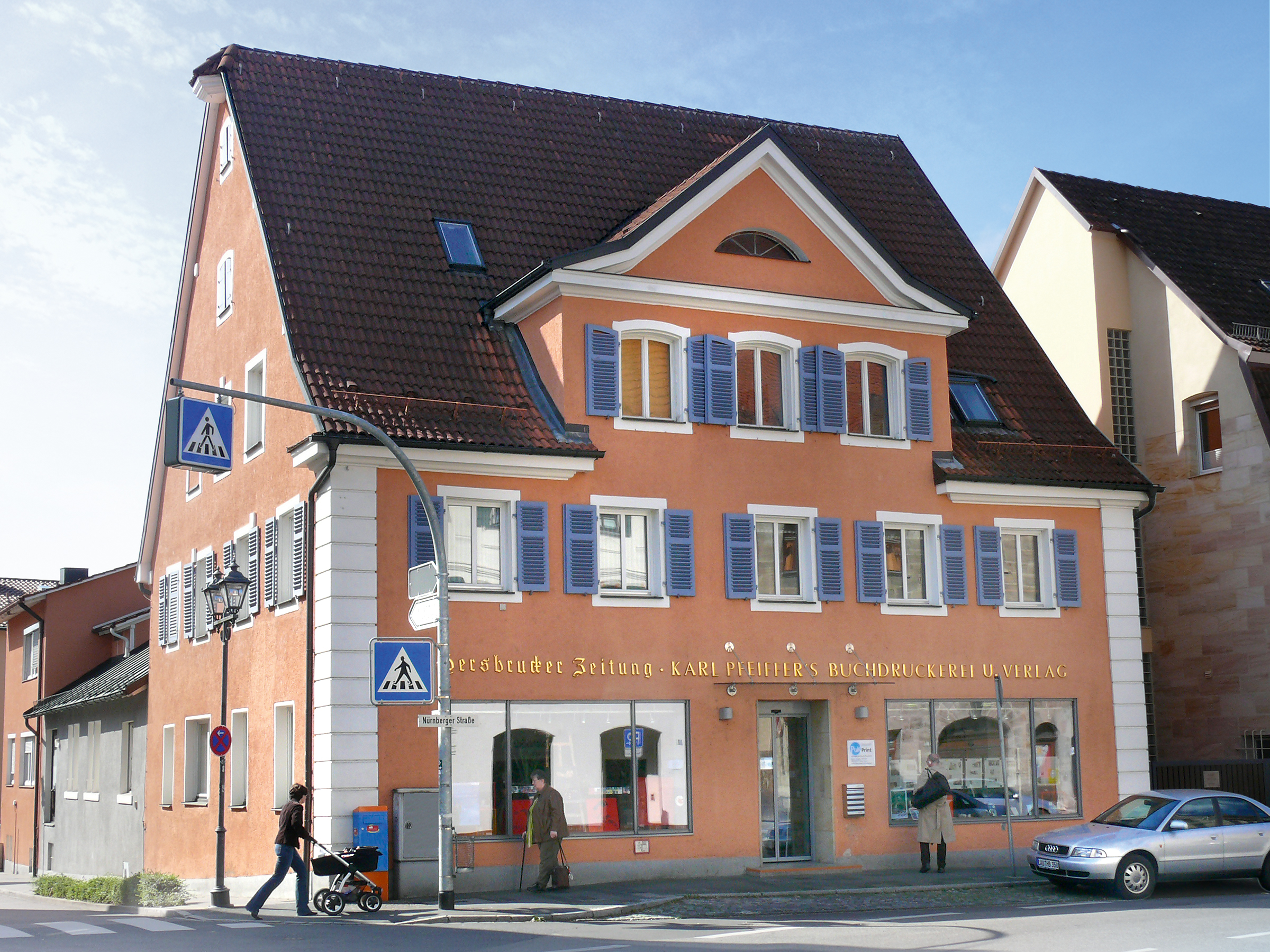
Verlagsgebäude der Hersbrucker Zeitung

Der technische Fortschritt und die abgeschaffte Pressezensur ermöglichten Konrad Pfeiffers Sohn Karl nach der Geschäftsübernahme 1885 eine Erweiterung des Inhalts und Steigerung der Auflage. Umfang und Qualität der Berichterstattung nahmen zu, als Karl Pfeiffers Sohn Georg als gelernter Journalist nach dem Ersten Weltkrieg die Leitung übernahm. Durch häufigeres Erscheinen wandelte sich das Wochenblatt bis 1925 zur Tageszeitung mit dem Titel Hersbrucker Zeitung.
Nach der Machtergreifung der Nationalsozialisten in Deutschland war das Nachrichtenmaterial durchgehend von NS-Propaganda geprägt oder der Zensur unterworfen. Die Redakteure Ludwig Winter und Emil Leis, die Georg Pfeiffer nacheinander engagierte, lavierten das Redaktionsschiff durch die Klippen der vom Propagandaministerium vorgegebenen „Sprachregelungen“ bis zum März 1943, als die Hersbrucker Zeitung aus kriegswirtschaftlichen Gründen ihr Erscheinen einstellen musste.
Im Herbst 1949 durften Zeitungen, die im Dritten Reich noch existiert hatten, wieder erscheinen. Georg Pfeiffer gründete eine Genossenschaft mit einer Zentralredaktion, die beteiligten Verlagen den allgemeinen Teil der Zeitung lieferte. Sein Sohn Eckhardt Pfeiffer fungierte Mitte der 1950er Jahre als deren Geschäftsführer, ehe er 1957 die Hersbrucker Lokalredaktion und sein Bruder Hannsgörg die Druckerei übernahmen.
Ende der 1980er Jahre wurde eine Interessengemeinschaft mittelfränkischer Heimatzeitungen mit den Nürnberger Nachrichten gebildet. Seither stellen die Nürnberger Nachrichten den Mantel der Hersbrucker Zeitung. 1992 übernahm mit Ursula Pfeiffer die fünfte Generation der Familie die Leitung des Unternehmens. Im Mai 2015 erhielt die HZ ein neues Gesicht: Das Logo wurde moderner gestaltet, so dass nun ein Hirsch durch den Schriftzug springt.
Im Februar 2014 gründete Ursula Pfeiffer die Werbeagentur Pfeiffer Medienfabrik als einhundertprozentiges Tochterunternehmen, das seitdem die Gestaltung der HZ übernimmt sowie deren digitalen Angebote ausbaut.
Seit September 2010 gibt die Hersbrucker Zeitung zusammen mit der Pegnitz-Zeitung in Lauf immer mittwochs das kostenlose Anzeigenblatt Die Woche im Pegnitztal (WiP) heraus. Die Auflage des Blattes beträgt 47.000 Stück.

## Auflage
Die Auflage der Hersbrucker Zeitung wird gemeinsam mit einer Teilauflage der Nordbayerischen Zeitung ausgewiesen. Die beiden Blätter haben wie die meisten deutschen Tageszeitungen in den vergangenen Jahren an Auflage eingebüßt. Die verkaufte Auflage ist in den vergangenen 10 Jahren um durchschnittlich 3 % pro Jahr gesunken. Im vergangenen Jahr hat sie um 4,4 % abgenommen. Sie beträgt gegenwärtig 5413 Exemplare. Der Anteil der Abonnements an der verkauften Auflage liegt bei 91,8 Prozent.
| 1998 | 1999 | 2000 | 2001 | 2002 | 2003 | 2004 | 2005 | 2006 | 2007 | 2008 | 2009 | 2010 | 2011 | 2012 | 2013 | 2014 | 2015 | 2016 | 2017 | 2018 | 2019 | 2020 | 2021 | 2022 | 2023 | 2024 |
| ---- | ---- | ---- | ---- | ---- | ---- | ---- | ---- | ---- | ---- | ---- | ---- | ---- | ---- | ---- | ---- | ---- | ---- | ---- | ---- | ---- | ---- | ---- | ---- | ---- | ---- | ---- |
| 8768 | 8729 | 8749 | 8777 | 8666 | 8624 | 8454 | 8310 | 8223 | 8155 | 8084 | 8018 | 7969 | 7787 | 7694 | 7573 | 7425 | 7214 | 7044 | 6865 | 6761 | 6550 | 6400 | 6280 | 5981 | 5720 | 5467 |